# 科利馬 (喬治亞州)
科利馬（英語：Colima）是位於美國喬治亞州戈登縣的一個非建制地區。該地的面積和人口皆未知。

## 地理
科利馬的座標為34°32′35″N 84°42′26″W / 34.54306°N 84.70722°W，而該地的平均海拔高度為232米（即761英尺）。